# Nowy cmentarz żydowski w Piotrkowie Trybunalskim
Nowy cmentarz żydowski w Piotrkowie Trybunalskim – kirkut znajdujący się w Piotrkowie Trybunalskim przy ul. Spacerowej 93.

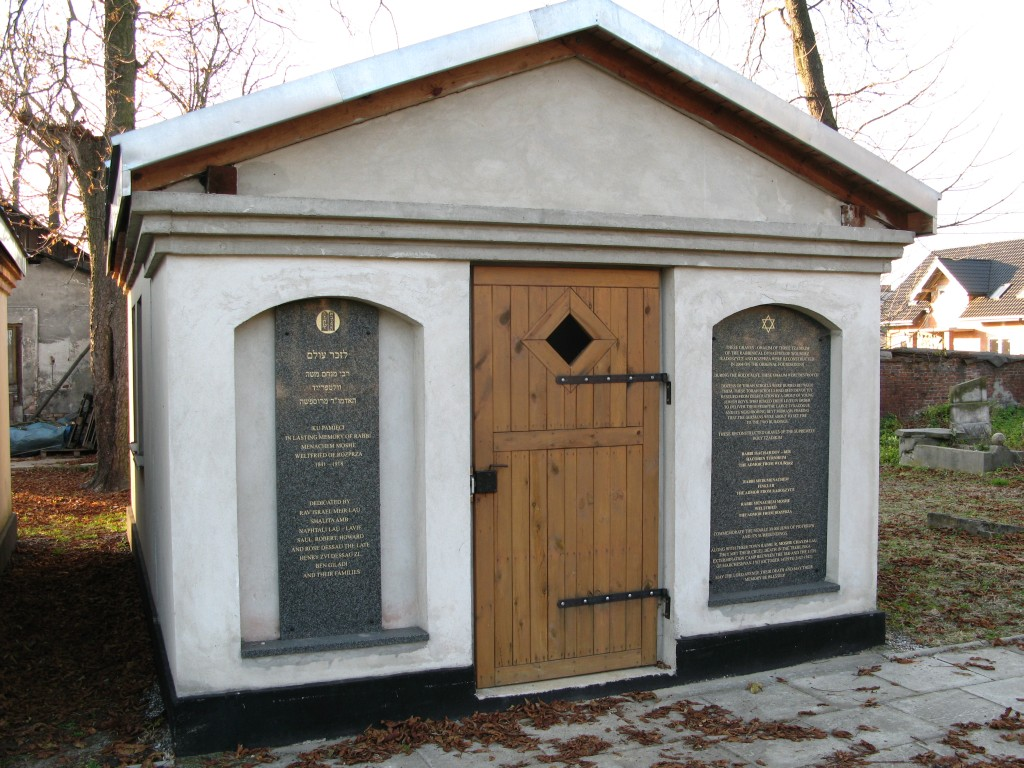
Ochel

Cmentarz został założony w latach 1791–1792 i zajmuje powierzchnię ponad 3,5 ha, na której zachowało się około trzech tysięcy nagrobków z napisami w języku hebrajskim, polskim, niemieckim i rosyjskim. Najstarszy z zachowanych nagrobków pochodzi z 1794. Cmentarz jest otoczony ceglanym murem. Na uwagę zasługuje ohel cadyka Chaima Dawida Bernharda (1758–1858) odbudowany ze zniszczeń wojennych i zbiorowe mogiły ofiar Holokaustu. 27 grudnia 1989 cmentarz został wpisany do rejestru zabytków pod numerem 408.